# Birkirkara
Birkirkara (ook wel geschreven als B'Kara) is een stad en gemeente op Malta. De gemeente heeft 24.356 inwoners (januari 2019) en is daarmee de op één na grootste gemeente van het land .
De stad bestaat grotendeels uit moderne bebouwing, maar heeft een klein historisch centrum. Hier ligt de barokke Sint-Helenabasiliek, die gebouwd werd vanaf 1727. In Birkirkara ligt ook een voormalig station, dat tegenwoordig het centrum vormt van een stadspark. Het station was gelegen aan de spoorlijn tussen Valletta en Rabat, die in 1931 werd opgeheven.
Birkirkara FC is een van de bekendste voetbalclubs uit de Maltese Premier League.

## Geboren in Birkirkara
- Anthony Mamo (1909-2008), eerste president van Malta (1974-1976)
- Eddie Fenech Adami (1934), president van Malta (2004-2009)
- Destiny Chukunyere (2002), zangeres en winnares van het Junior Eurovisiesongfestival 2015